# Сан Луиђи (Асти)
Сан Луиђи је насеље у Италији у округу Асти, региону Пијемонт.
Према процени из 2011. у насељу је живело 30 становника. Насеље се налази на надморској висини од 195 м.